# Jean-Pierre Jabouille
Pour les articles homonymes, voir Jabouille.
Jean-Pierre Jabouille, né le 1er octobre 1942 dans le 5e arrondissement de Paris et mort le 2 février 2023 à La Celle-Saint-Cloud (Yvelines), est un pilote automobile français.
De 1975 à 1981, il a participé à 55 Grands Prix de Formule 1 au cours desquels il a remporté deux victoires et obtenu deux podiums pour 21 points au championnat. Il a aussi réalisé six pole positions. Il est l'auteur de la première victoire de Renault en Formule 1, en 1979 à l'arrivée du Grand Prix de France à Dijon-Prenois.
Directeur chez Ligier puis Peugeot Sport de 1990 à 1995, il fonde l'écurie JMB Racing avant de se retirer en 2000.

## Biographie
D'origine creusoise, fils d'un architecte comme le Clermontois Patrick Depailler et titulaire d'un diplôme d'ingénieur, Jean-Pierre Jabouille fait ses débuts en sport automobile en 1966, avec la Coupe Renault 8 Gordini; il prépare alors sa voiture avec l'aide de son ami Jacques Laffite. En 1967, il passe à la monoplace avec le championnat de France de Formule 3. Vice-champion en 1968 derrière François Cevert, il est recruté par la firme Alpine, qui en fait son pilote de développement. Les années suivantes, Jabouille mène de front un programme en Endurance (avec Matra) et en monoplace, avec Alpine, alors engagé en tant que motoriste dans le championnat d'Europe de Formule 2.
En 1974, Jabouille obtient sa première chance en Formule 1. Mais au Grand Prix de France, il ne parvient pas à qualifier l'Iso de Frank Williams. Il n'a pas plus de réussite quelques semaines plus tard au Grand Prix d'Autriche sur une Surtees. C'est finalement l'année suivante, qu'il prend part à son premier Grand Prix, en France, sur une troisième voiture de l'équipe Tyrrell. En 1975 il remporte les 1 000 kilomètres de Mugello accompagné de Gérard Larrousse.
En 1976, Jabouille remporte le championnat d'Europe de Formule 2 tandis qu'il est chargé en parallèle de mener le développement du moteur V6 turbo 1 500 cm3 avec lequel Renault s'apprête à révolutionner la Formule 1. La Renault F1 turbo fait ses débuts en championnat du monde à l'occasion du Grand Prix de Grande-Bretagne 1977, et s'attire rapidement le sobriquet de « Yellow Tea Pot » (la « théière jaune ») pour sa propension à terminer ses courses dans un nuage de fumée blanche. Dans un premier temps, c'est surtout en qualifications que la Renault affiche son potentiel, et Jabouille doit attendre la fin de la saison 1978 pour mettre fin à une impressionnante série d'abandons et marquer ses premiers points, grâce à une quatrième place acquise au Grand Prix des États-Unis Est, à Watkins Glen.

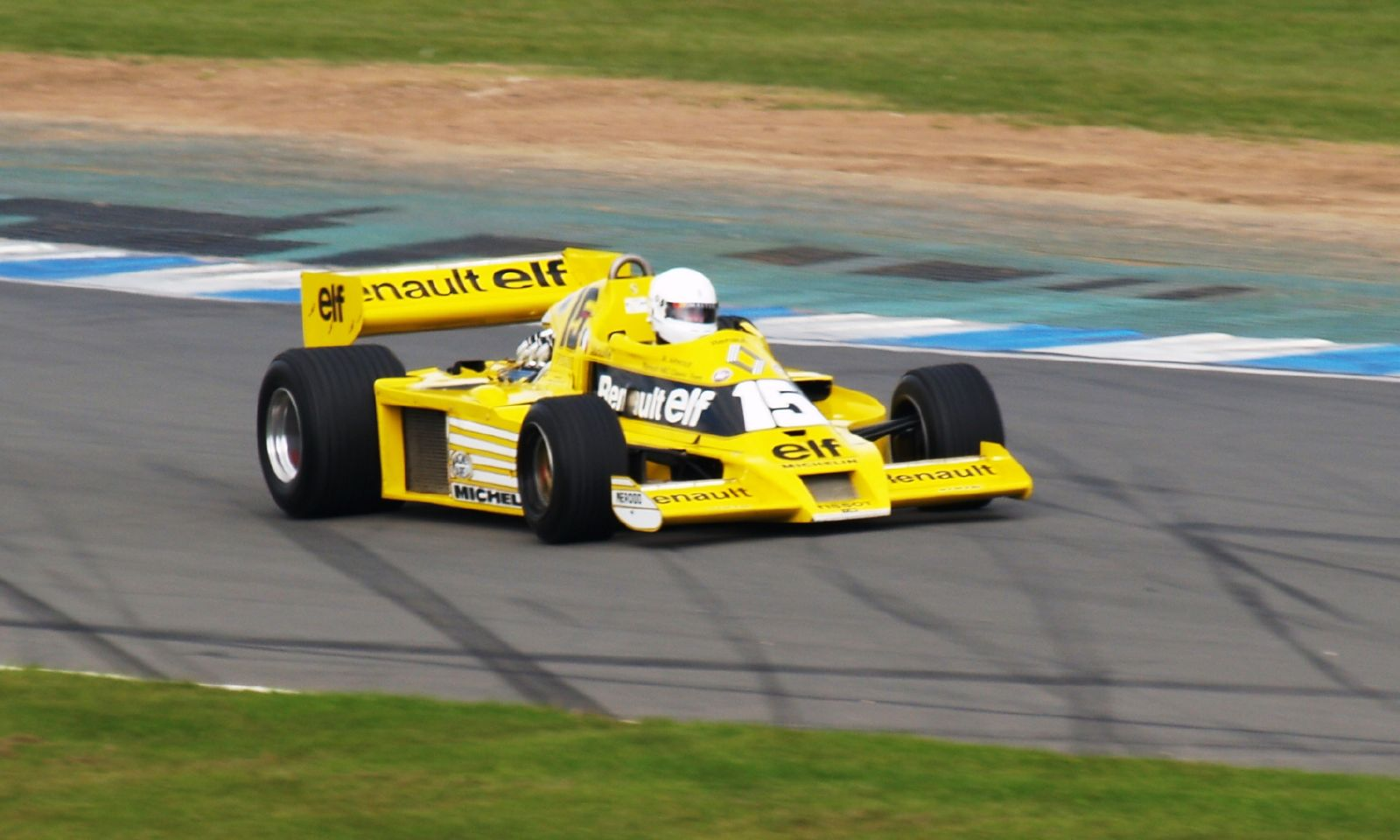
La Renault RS01, ici pilotée par René Arnoux à Donington Park.

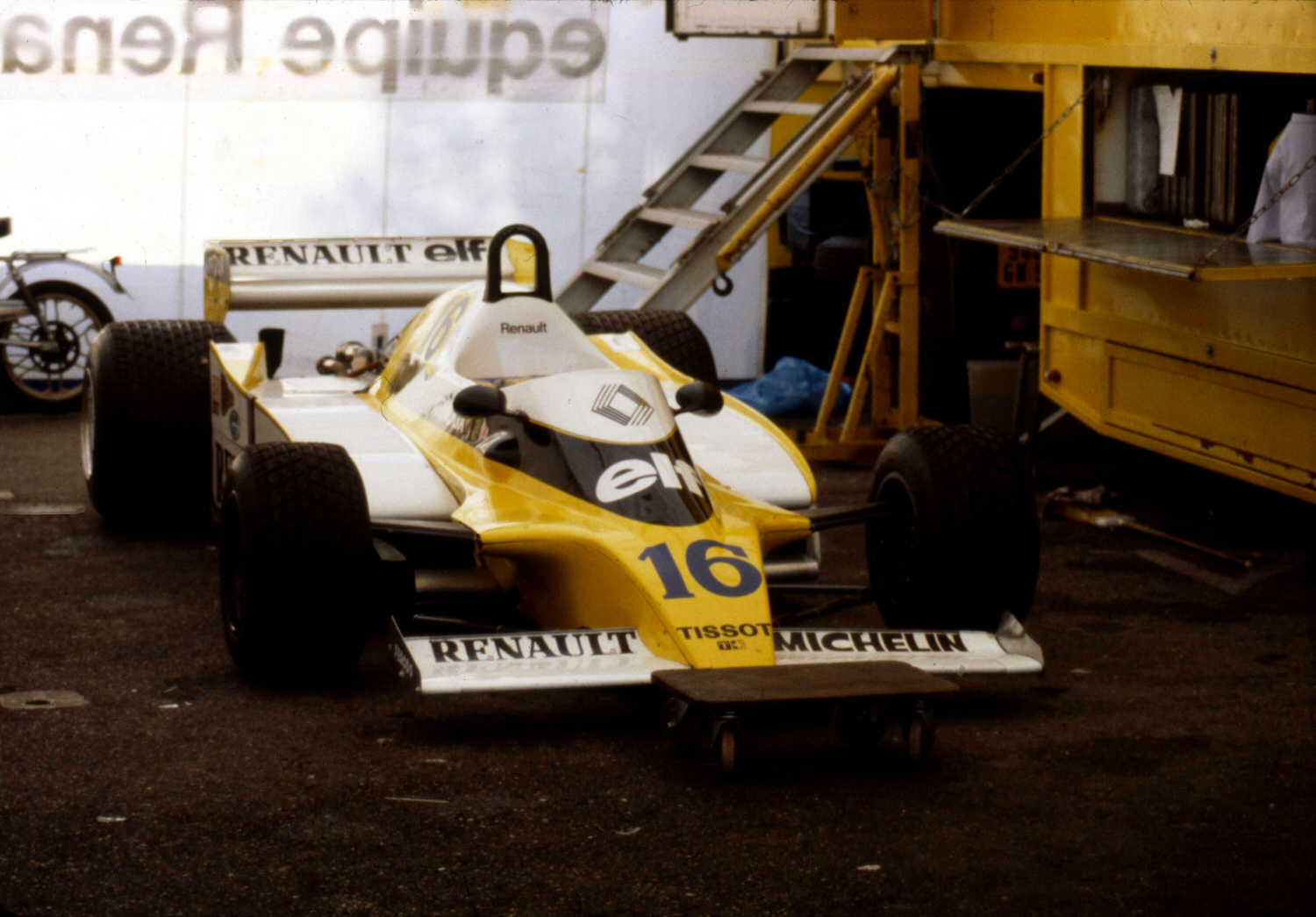
La Renault RS10 de 1979.

En 1979, la Renault confirme son beau potentiel mais à nouveau, doit essuyer en course des ennuis à répétition. Ce n'est qu'au Grand Prix de France à Dijon que Jabouille connaît enfin une course sans problème, ce qu'il met à profit pour remporter sa première victoire et offrir à la motorisation turbo son tout premier succès en Formule 1. Mais cette victoire historique est en partie occultée par le duel que se sont livré son coéquipier René Arnoux et Gilles Villeneuve pour la deuxième place. Jean-Pierre Jabouille dit à Mauro Forghieri : « Mais Mauro, tu te rends comptes, j'ai gagné le Grand Prix et personne ne s'intéresse à moi, ils s'intéressent tous à René Arnoux et à Gilles Villeneuve ». La victoire de Jabouille à Dijon reste son seul résultat de la saison. Le même schéma se reproduit en 1980, où il décroche un nouveau succès en Autriche, au milieu d'un océan d'abandons. Le plus douloureux d'entre eux a lieu en fin de saison au Canada, où une rupture de suspension l'envoie dans un mur, et le laisse avec les jambes brisées.
Avant même sa grave blessure, Jabouille savait qu'il serait remplacé chez Renault par le grand espoir Alain Prost, et avait signé chez Ligier. Malgré les doutes sur les capacités de Jabouille à revenir au plus haut niveau, Guy Ligier conserve sa confiance dans le pilote français, qui fait son retour à la compétition en  1981 à l'occasion du Grand Prix d'Argentine. Mais rapidement, il s'avère que le « Grand blond » n'a pas retrouvé toutes ses capacités physiques, et à mi-saison, il met un terme à sa carrière en Formule 1, qu'il achève avec l'un des palmarès les plus bizarres : seulement trois arrivées dans les points, mais deux victoires.
En 1984 il participe au Paris-Dakar avec son ami Michel Sardou au volant de l’une des Lada Poch du Team officiel de l’importateur français.

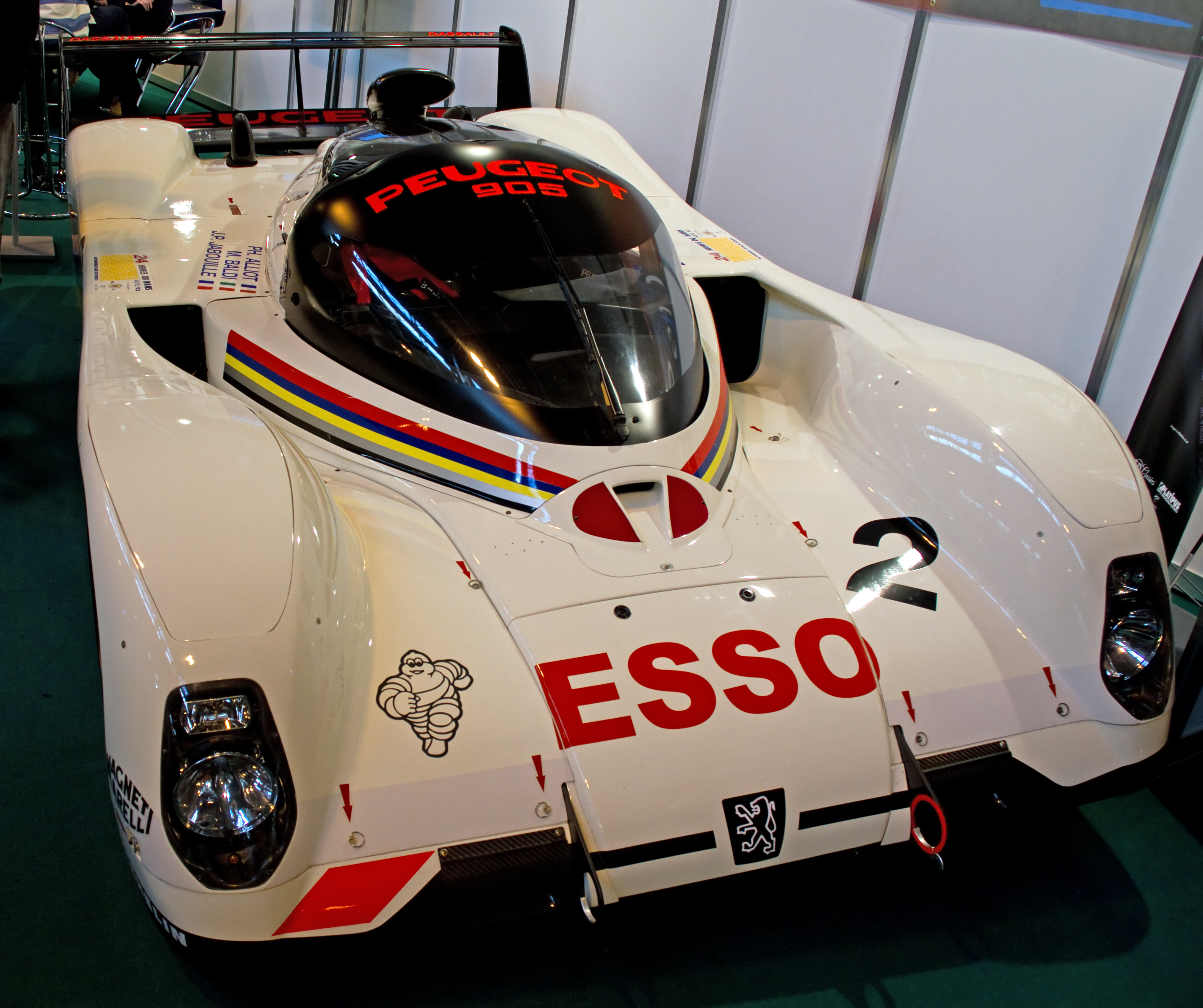
La Peugeot 905 Evo 1B de l'équipage Alliot-Baldi-Jabouille aux 24 Heures du Mans 1992 et 1993.

Après être resté un temps au sein de l'écurie Ligier en qualité de directeur technique, Jabouille reprend sa carrière de pilote dans le championnat de France de supertourisme. Lié à Peugeot, il est choisi par Jean Todt pour être l'homme de base du programme Peugeot 905 à partir de 1990. En juin 1993, après un podium aux 24 Heures du Mans, il est désigné pour remplacer Jean Todt (en partance chez Ferrari) à la tête de Peugeot Sport. Il est notamment chargé de préparer l'arrivée du constructeur sochalien en Formule 1. Mais deux ans plus tard, et après des débuts mitigés de Peugeot dans la discipline reine (rupture avec McLaren, partenariat peu convaincant avec Jordan), il est remplacé.
Il est à l'origine de l'écurie JMB Racing en compagnie de Jean-Michel Bouresche avant de se retirer après des titres en Porsche Supercup et FIA Sportscar.
En 2010, Jean-Pierre Jabouille participe en tant que conseiller technique au film Rubber de Quentin Dupieux.
À partir de 2013, il est le parrain et participant au rallye historique Creusekistan, qui regroupe des automobiles de plus de 35 ans.
Il meurt le 2 février 2023 à La Celle-Saint-Cloud, à l'âge de 80 ans,,.

## Résultats en championnat du monde de Formule 1
| Saison | Écurie                        | Châssis      | Moteur               | Pneus     | GP disputés | Victoires | Pole positions | Points inscrits | Classement |
| ------ | ----------------------------- | ------------ | -------------------- | --------- | ----------- | --------- | -------------- | --------------- | ---------- |
| 1974   | Franck Williams Racing Cars   | Williams FW  | Cosworth DFV V8      | Firestone | 0           | 0         | 0              | 0               | n.c.       |
| 1974   | Team Surtees                  | Surtees TS16 | Ford-Cosworth DFV V8 | Firestone | 0           | 0         | 0              | 0               | n.c.       |
| 1975   | Elf Team Tyrrell              | Tyrrell 007  | Cosworth DFV V8      | Goodyear  | 1           | 0         | 0              | 0               | n.c.       |
| 1977   | British Formula 1 Racing Team | March 761    | Ford-Cosworth DFV V8 | Goodyear  | 0           | 0         | 0              | 0               | n.c.       |
| 1977   | Équipe Renault Elf            | Renault RS01 | Renault EF1 V6 turbo | Michelin  | 4           | 0         | 0              | 0               | n.c.       |
| 1978   | Équipe Renault Elf            | Renault RS01 | Renault EF1 V6 turbo | Michelin  | 14          | 0         | 0              | 3               | 17e        |
| 1979   | Équipe Renault Elf            | Renault RS01 | Renault EF1 V6 turbo | Michelin  | 3           | 0         | 1              | 9               | 13e        |
| 1979   | Équipe Renault Elf            | Renault RS10 | Renault EF1 V6 turbo | Michelin  | 11          | 1         | 3              | 9               | 13e        |
| 1980   | Équipe Renault Elf            | Renault RE20 | Renault EF1 V6 turbo | Michelin  | 13          | 1         | 2              | 9               | 8e         |
| 1981   | Équipe Talbot Gitanes         | Ligier JS17  | Matra MS81 V12       | Michelin  | 3           | 0         | 0              | 0               | n.c.       |
|        | Total                         |              |                      |           | 49          | 2         | 6              | 21              |            |

### Victoires en championnat du monde de Formule 1
| # | Année | Manche | Grand Prix | Circuit        | Position de départ | Écurie             | Voiture      | Résumé |
| - | ----- | ------ | ---------- | -------------- | ------------------ | ------------------ | ------------ | ------ |
| 1 | 1979  | 8/15   | France     | Dijon-Prenois  | Pole position      | Elf Renault Sport  | Renault RS10 | Résumé |
| 2 | 1980  | 10/14  | Autriche   | Österreichring | 2e                 | Équipe Renault Elf | Renault RE20 | Résumé |

## Résultats complets en championnat d'Europe de Formule 2
(Les courses en gras indiquent la pole position ; les courses en italique indiquent le meilleur tour en course.)
| Année   | Équipe                          | Châssis      | Moteur       | 1        | 2      | 3       | 4       | 5        | 6        | 7        | 8        | 9       | 10         | 11           | 12       | 13      | 14     | 15  | 16    | 16  | Classement | Points |
| ------- | ------------------------------- | ------------ | ------------ | -------- | ------ | ------- | ------- | -------- | -------- | -------- | -------- | ------- | ---------- | ------------ | -------- | ------- | ------ | --- | ----- | --- | ---------- | ------ |
| 1968    | Matra Sports                    | Matra MS7    | Cosworth FVA | HOC      | THR    | JAR     | PAL     | TUL (en) | ZAN      | PER      | HOC 9    | VAL     |            |              |          |         |        |     |       |     | NC         | 0      |
| 1970    | Constructions Mécaniques Pygmée | Pygmée MDB15 | Cosworth FVA | THR Nq.  | HOC    | BAR 11  | ROU DNQ | PER 8    | TUL (en) | IMO DNQ  | HOC Np.  |         |            |              |          |         |        |     |       |     | 16e        | 2      |
| 1971    | Equipe Tecno Elf                | Tecno TF71   | Ford BDA     | HOC Abd. | THR    | NÜR     | JAR DNQ | PAL DNQ  | ROU DNQ  | MAN (en) | TUL (en) | ALB DNQ | VAL        | VAL          |          |         |        |     |       |     | NC         | 0      |
| 1972    | Elf John Coombs                 | March 722    | Ford BDA     | MAL Ret  | THR    | HOC     |         |          |          |          |          | IMO NC  | MAN (en) 2 | PER Ret      |          |         |        |     |       |     | 14e        | 7      |
| 1972    | Elf John Coombs                 | Alpine A367  | Ford BDA     |          |        |         | PAU DNQ | PAL      | HOC      | ROU DNS  | ÖST Ret  |         |            |              | SAL 9    | ALB Ret | HOC 10 |     |       |     | 14e        | 7      |
| 1973    | Elf John Coombs                 | Alpine A367  | Ford BDA     | MAL      | HOC    | THR Ret | NÜR Ret | PAU      | KIN      | NIV      | HOC      | ROU DNS | MNZ        | MAN (en) Ret | KAR (en) | PER Ret | SAL    | NOR | ALB 5 | VAL | 24e        | 3      |
| 1974    | Ecurie Elf                      | Alpine A367  | BMW          | BAR 3    | HOC    | PAU 4   | SAL Ret | HOC 1    | MUG 7    | KAR (en) | PER      | HOC 3   | VAL Ret    |              |          |         |        |     |       |     | 4e         | 20     |
| 1975    | Ecurie Elf                      | Elf 2J       | BMW          | EST 8    | THR 5  | HOC Ret | NÜR 4   | PAU 2    | HOC Ret  | SAL 1    | ROU Ret  | MUG Ret | PER Ret    | SIL Ret      | ZOL Ret  | NOG 3   | VAL    |     |       |     | 5e         | 24     |
| 1976    | Ecurie Elf                      | Elf 2J       | Renault      | HOC Ret  | THR 14 | VAL 1   | SAL 6   | PAU 3    | HOC 4    | ROU 2    | MUG 1    | PER 4   | EST 2      | NOG Ret      | HOC 1    |         |        |     |       |     | Champion   | 53     |
| Source: |                                 |              |              |          |        |         |         |          |          |          |          |         |            |              |          |         |        |     |       |     |            |        |

## Résultats aux 24 Heures du Mans
| Année | Équipe                             | n° | Châssis                           | Cat.      | Équipiers                               | Tours | En course                                                    | Résultat |
| Année | Équipe                             | n° | Moteur                            | Cat.      | Équipiers                               | Tours | En course                                                    | Résultat |
| ----- | ---------------------------------- | -- | --------------------------------- | --------- | --------------------------------------- | ----- | ------------------------------------------------------------ | -------- |
| 1968  | Société des Automobiles Alpine     | 29 | Alpine A220                       | P 3.0     | Jean Guichet                            | 185   | -                                                            | Abandon  |
| 1968  | Société des Automobiles Alpine     | 29 | Renault-Gordini 3,0 L V8          | P 3.0     | Jean Guichet                            | 185   | -                                                            | Abandon  |
| 1969  | Société des Automobiles Alpine     | 29 | Alpine A220/69                    | P 3.0     | Patrick Depailler                       | 209   | -                                                            | Abandon  |
| 1969  | Société des Automobiles Alpine     | 29 | Renault-Gordini 3,0 L V8          | P 3.0     | Patrick Depailler                       | 209   | -                                                            | Abandon  |
| 1970  | Équipe Matra Simca                 | 30 | Matra Simca MS650                 | P 3.0     | Patrick Depailler Tim Schenken          | 70    | -                                                            | Abandon  |
| 1970  | Équipe Matra Simca                 | 30 | Matra 3,0 L V12                   | P 3.0     | Patrick Depailler Tim Schenken          | 70    | -                                                            | Abandon  |
| 1972  | Équipe Matra Simca Shell           | 16 | Matra Simca MS660C                | S 3.0     | David Hobbs                             | 278   | -                                                            | Abandon  |
| 1972  | Équipe Matra Simca Shell           | 16 | Matra 3,0 L V12                   | S 3.0     | David Hobbs                             | 278   | -                                                            | Abandon  |
| 1973  | Équipe Matra Simca Shell           | 12 | Matra Simca MS670B                | S 3.0     | Jean-Pierre Jaussaud                    | 331   | -                                                            | 3e       |
| 1973  | Équipe Matra Simca Shell           | 12 | Matra 3,0 L V12                   | S 3.0     | Jean-Pierre Jaussaud                    | 331   | -                                                            | 3e       |
| 1974  | Équipe Gitanes                     | 9  | Matra Simca MS670C                | S 3.0     | François Migault                        | 324   | -                                                            | 3e       |
| 1974  | Équipe Gitanes                     | 9  | Matra 3,0 L V12                   | S 3.0     | François Migault                        | 324   | -                                                            | 3e       |
| 1976  | Renault Sport                      | 19 | Renault Alpine A442               | Gr.6 3.0  | José Dolhem Patrick Tambay              | 135   | pole position en 3 min 33 s 01 Meilleur tour en 3 min 43 s 0 | Abandon  |
| 1976  | Renault Sport                      | 19 | Renault 2,0 L Turbo V6            | Gr.6 3.0  | José Dolhem Patrick Tambay              | 135   | pole position en 3 min 33 s 01 Meilleur tour en 3 min 43 s 0 | Abandon  |
| 1977  | Renault Sport                      | 9  | Renault Alpine A442               | Gr.6 +2.0 | Derek Bell                              | 257   | pole position en 3 min 31 s 07                               | Abandon  |
| 1977  | Renault Sport                      | 9  | Renault 2,0 L Turbo V6            | Gr.6 +2.0 | Derek Bell                              | 257   | pole position en 3 min 31 s 07                               | Abandon  |
| 1978  | Équipe Renault Elf Sport Calberson | 4  | Renault Alpine A442A              | Gr.6 +2.0 | José Dolhem Guy Fréquelin Jean Ragnotti | 358   | meilleur tour en 3 min 34 s 2                                | 4e       |
| 1978  | Équipe Renault Elf Sport Calberson | 4  | Renault 2,0 L Turbo V6            | Gr.6 +2.0 | José Dolhem Guy Fréquelin Jean Ragnotti | 358   | meilleur tour en 3 min 34 s 2                                | 4e       |
| 1978  | Renault Sport                      | 1  | Renault Alpine A443               | Gr.6 +2.0 | Patrick Depailler                       | 279   | -                                                            | Abandon  |
| 1978  | Renault Sport                      | 1  | Renault 2,0 L Turbo V6            | Gr.6 +2.0 | Patrick Depailler                       | 279   | -                                                            | Abandon  |
| 1989  | Team Sauber Mercedes               | 62 | Sauber C9                         | C1        | Alain Cudini Jean-Louis Schlesser       | 378   | -                                                            | 5e       |
| 1989  | Team Sauber Mercedes               | 62 | Mercedes-Benz M119 5,0 L Turbo V8 | C1        | Alain Cudini Jean-Louis Schlesser       | 378   | -                                                            | 5e       |
| 1991  | Peugeot Talbot Sport               | 5  | Peugeot 905                       | C1        | Philippe Alliot Mauro Baldi             | 18    | -                                                            | Abandon  |
| 1991  | Peugeot Talbot Sport               | 5  | Peugeot SA35 3,5 L V10            | C1        | Philippe Alliot Mauro Baldi             | 18    | -                                                            | Abandon  |
| 1992  | Peugeot Talbot Sport               | 2  | Peugeot 905 Evo 1B                | C1        | Philippe Alliot Mauro Baldi             | 345   | -                                                            | 3e       |
| 1992  | Peugeot Talbot Sport               | 2  | Peugeot SA35 3,5 L V10            | C1        | Philippe Alliot Mauro Baldi             | 345   | -                                                            | 3e       |
| 1993  | Peugeot Talbot Sport               | 2  | Peugeot 905 Evo 1B                | C1        | Philippe Alliot Mauro Baldi             | 367   | -                                                            | 3e       |
| 1993  | Peugeot Talbot Sport               | 2  | Peugeot SA35 3,5 L V10            | C1        | Philippe Alliot Mauro Baldi             | 367   | -                                                            | 3e       |

## Vie privée
Il est le père de Victor Jabouille, né le 29 septembre 1998, qui s'est essayé à la monoplace en 2019,.